# U-Bahnhof Hardhöhe
Der U-Bahnhof Fürth Hardhöhe (Abkürzung: HF) ist der 41. U-Bahnhof der U-Bahn Nürnberg und wurde am 8. Dezember 2007 eröffnet. Er ist 910 m vom U-Bahnhof Klinikum entfernt und ist westlicher Endbahnhof der Linie U1. An den Bahnhof schließen sich Richtung Langwasser Süd zwei einfache Gleiswechsel an, Richtung Westen wurden die beiden Streckengleise weitergeführt und dienen als Abstellgleise für je zwei Doppeltriebwagen. Der U-Bahnhof wurde nach dem Ende der 1950er Jahre entstandenen Fürther Stadtteil Hardhöhe benannt, in dessen Zentrum er liegt. Täglich wird er von rund 10.500 Fahrgästen genutzt (Mo–Fr, 2019).

## Lage

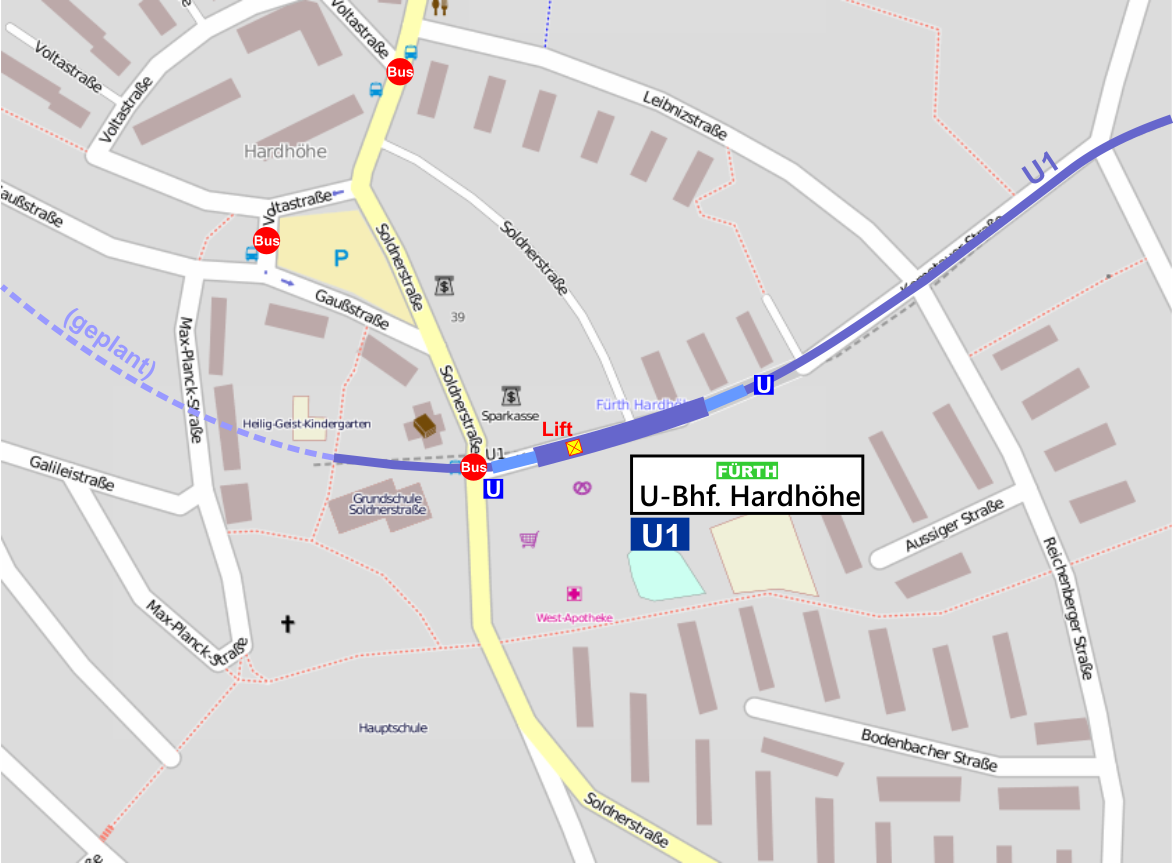
Lageplan U-Bhf. Hardhöhe

Der Bahnhof liegt im Fürther Stadtteil Hardhöhe und erstreckt sich unterirdisch in Ost-West-Ausrichtung in einer leichten Rechtskurve unter der Komotauer Straße zwischen Leibniz- und Soldnerstraße. Von beiden Bahnsteigköpfen führen Ausgänge direkt an die Oberfläche. Ein Aufzug verbindet den westlichen Bahnsteigkopf mit der Komotauer Straße. Langfristig ist eine Verlängerung der U1 zum geplanten U-Bahnhof Kieselbühl im Westen der Hardhöhe vorgesehen, nach derzeitigem Stand ist eine Realisierung jedoch sehr unwahrscheinlich.
Am Straßenbild ist bis heute erkennbar, dass zur Zeit der Planung der Siedlung eine Verlängerung der Straßenbahn Nürnberg in die Hardhöhe vorgesehen war – es wurde Platz für eine Wendeschleife vorgehalten. Ein solcher Ausbau erfolgte allerdings bis zur Einstellung des Straßenbahnverkehrs nach und in Fürth 1981 nicht.

## Bauwerk und Architektur

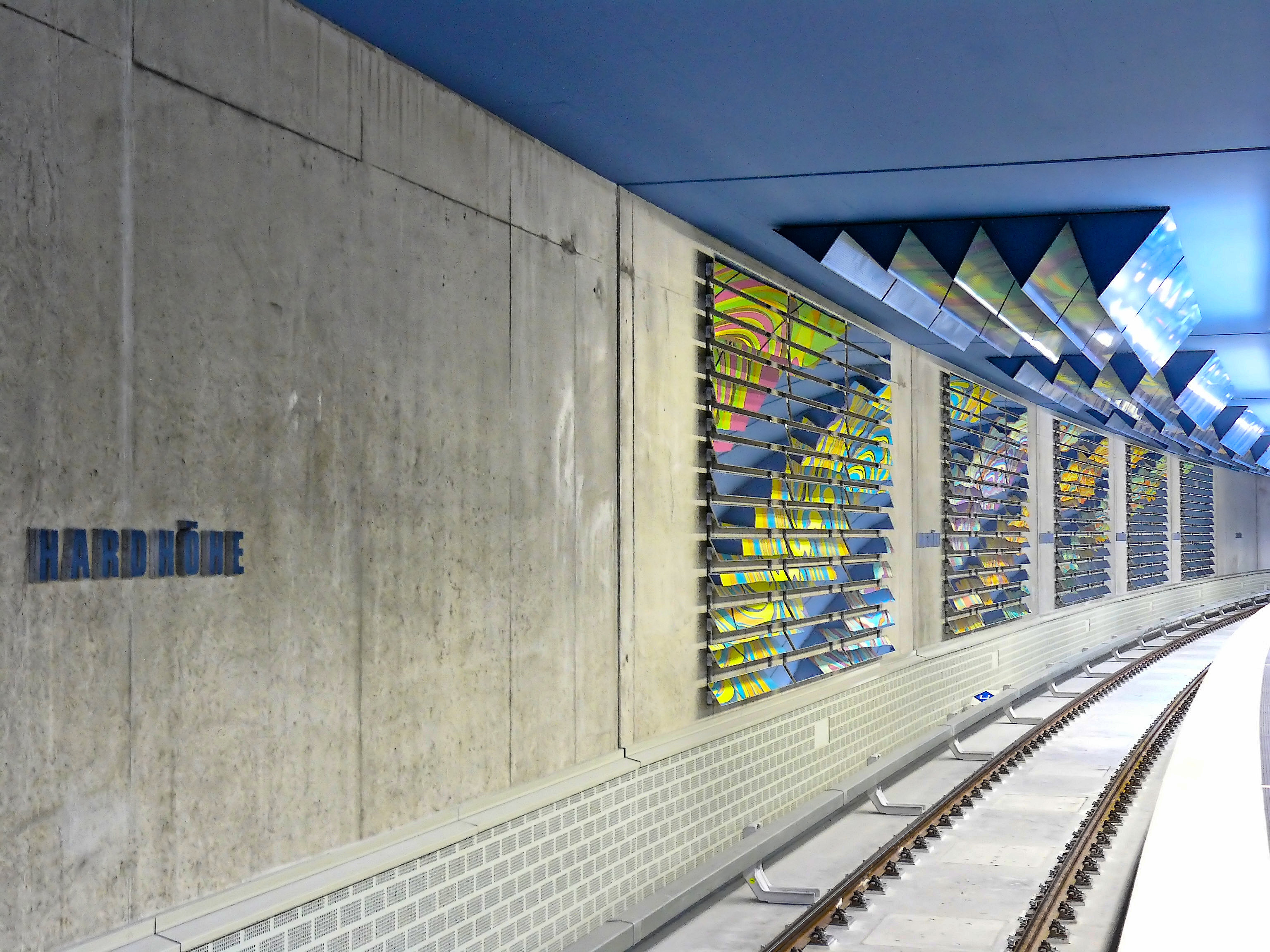
Spiegelinstallation im U-Bahnhof

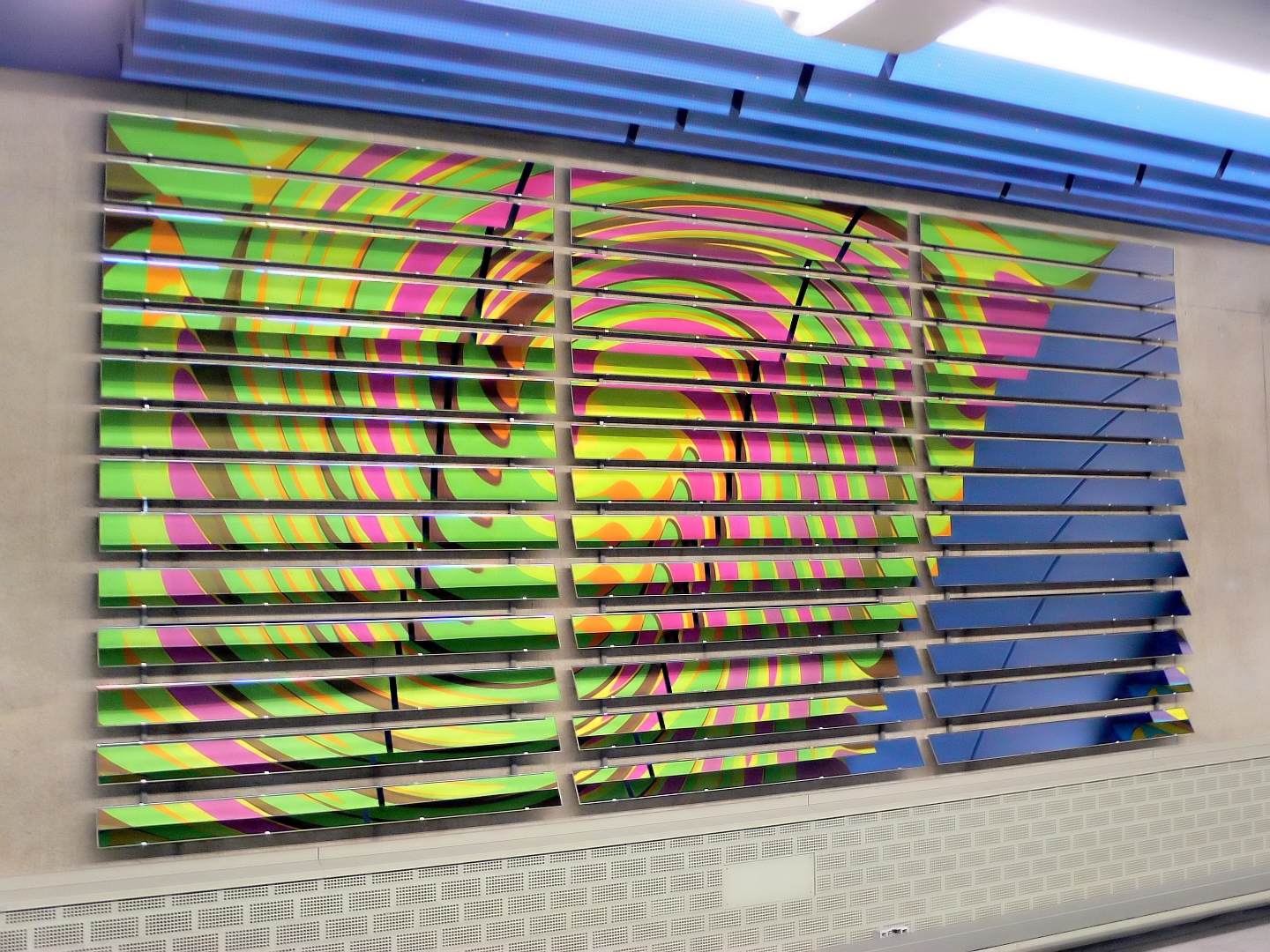
Spiegel in Detailansicht

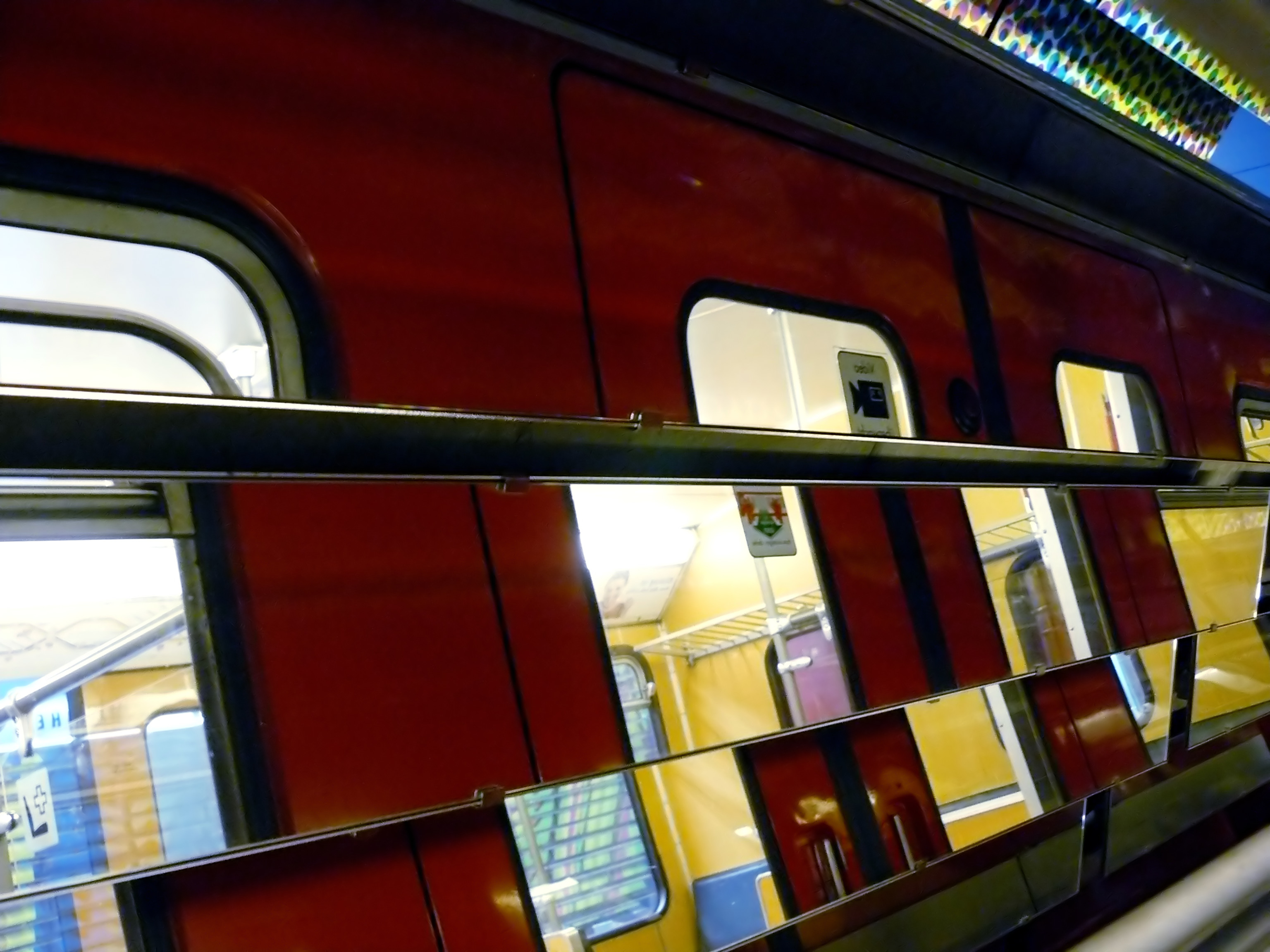
Spiegellamellen in Detailansicht

Die Bauarbeiten für den 187 m langen Bahnhof begannen am 28. Juni 2005 und wurden in offener Bauweise im Mixed-In-Place-Verfahren mit anschließender Deckelung der Baugrube ausgeführt.
Für die architektonische Gestaltung wurde vom Fachbereich Design der Georg-Simon-Ohm-Hochschule Nürnberg ein Gestaltungswettbewerb ausgeschrieben, den die Studentin Dong Guanni gewann. Mit Hilfe der Professoren Ethelbert Hörmann und Ortwin Michl sowie dem Architekten Werner Kittel vom Tiefbauamt Nürnberg wurde ihr Entwurf, der an die Spiegelherstellung in Fürth erinnern soll, realisiert. Der Bahnhof wird durch fünf Lichtkuppeln und den verglasten Aufzug mit Tageslicht versorgt und wirkt dadurch sehr hell. Die Bahnsteigwände sind im Kontrast zu den angebrachten Spiegellamellen nicht verkleidet, die Decke ist Blau gestrichen. An der Bahnsteigdecke ist ein mit bunten Mustern versehenes Faltwerk angebracht, welches das einfallende Licht in den Spiegellamellen reflektiert. Je nach Standpunkt auf dem Bahnsteig sieht der Betrachter ein anderes Farbmuster.

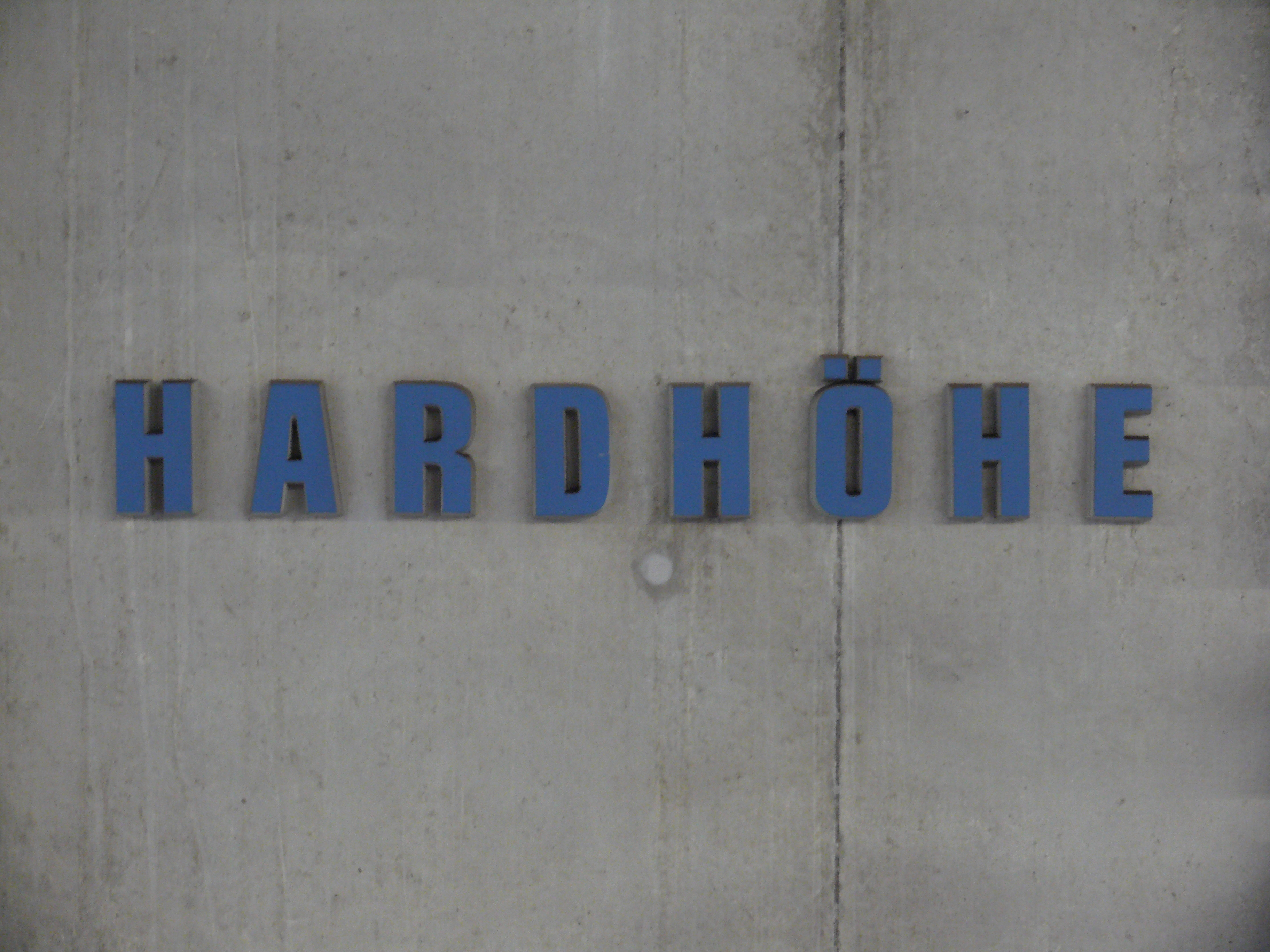
Stationsname an der Bahnsteigwand
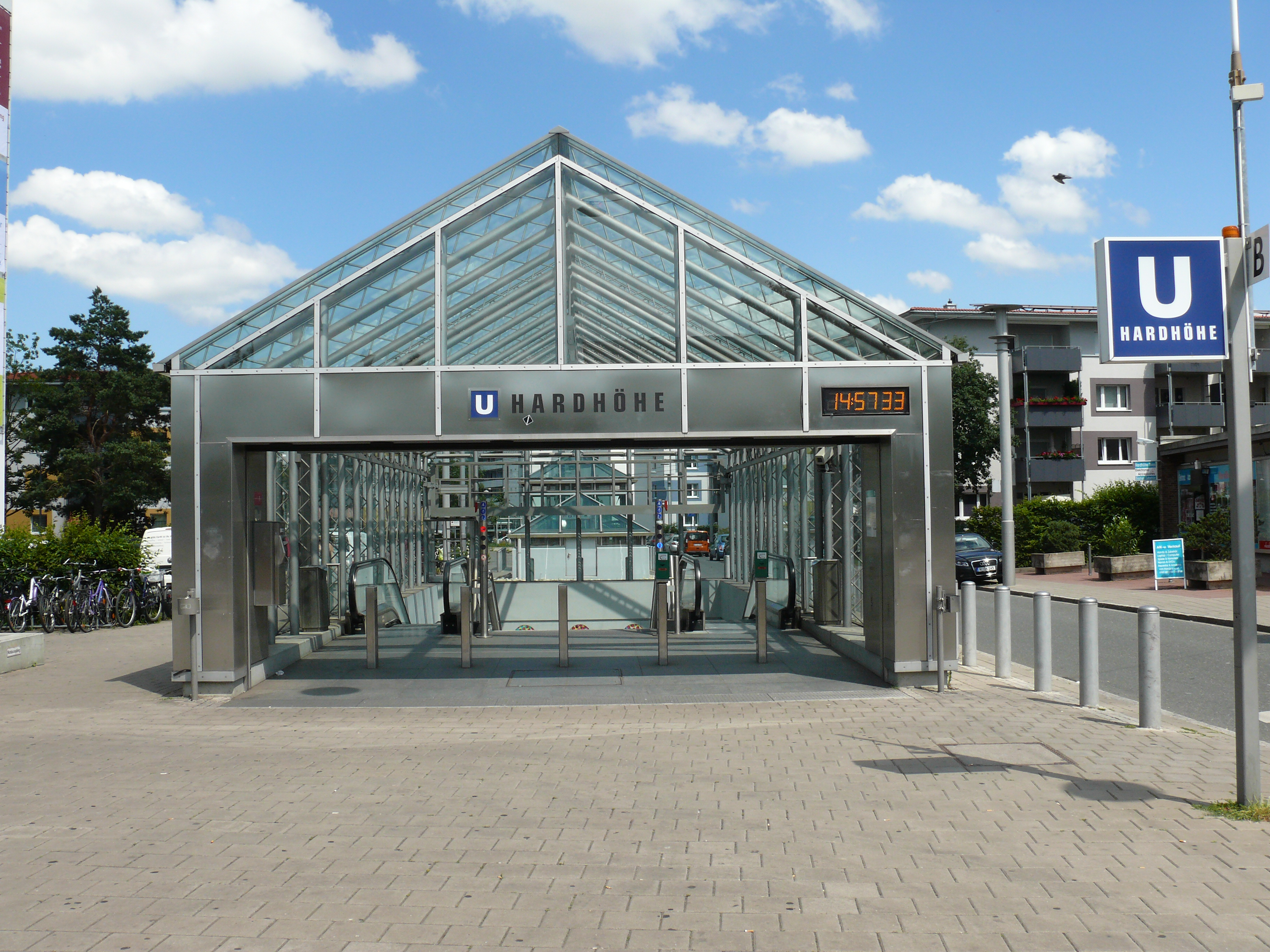
Zugang an der Oberfläche
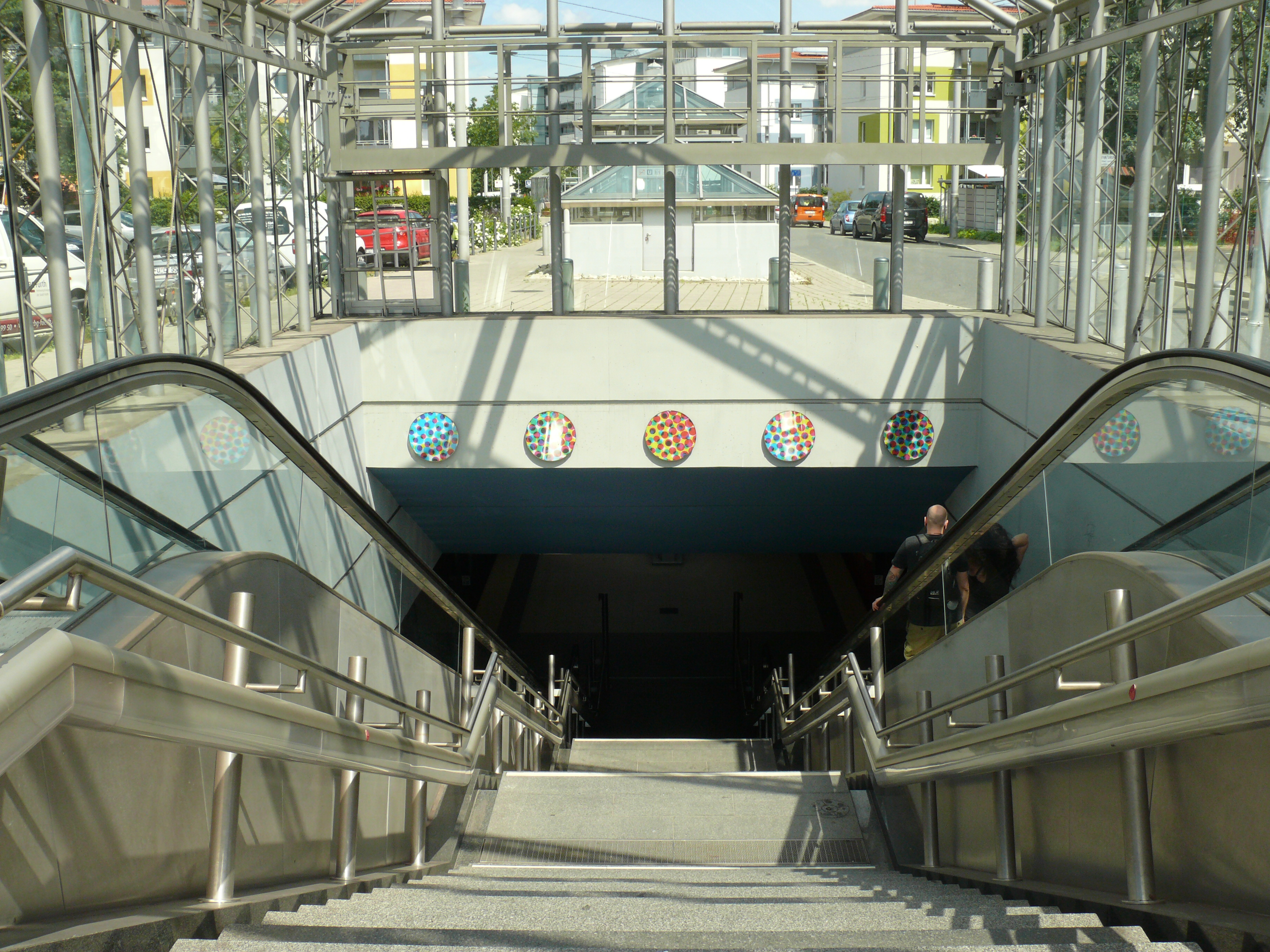
Abgang von der Oberfläche zur Bahnsteigebene
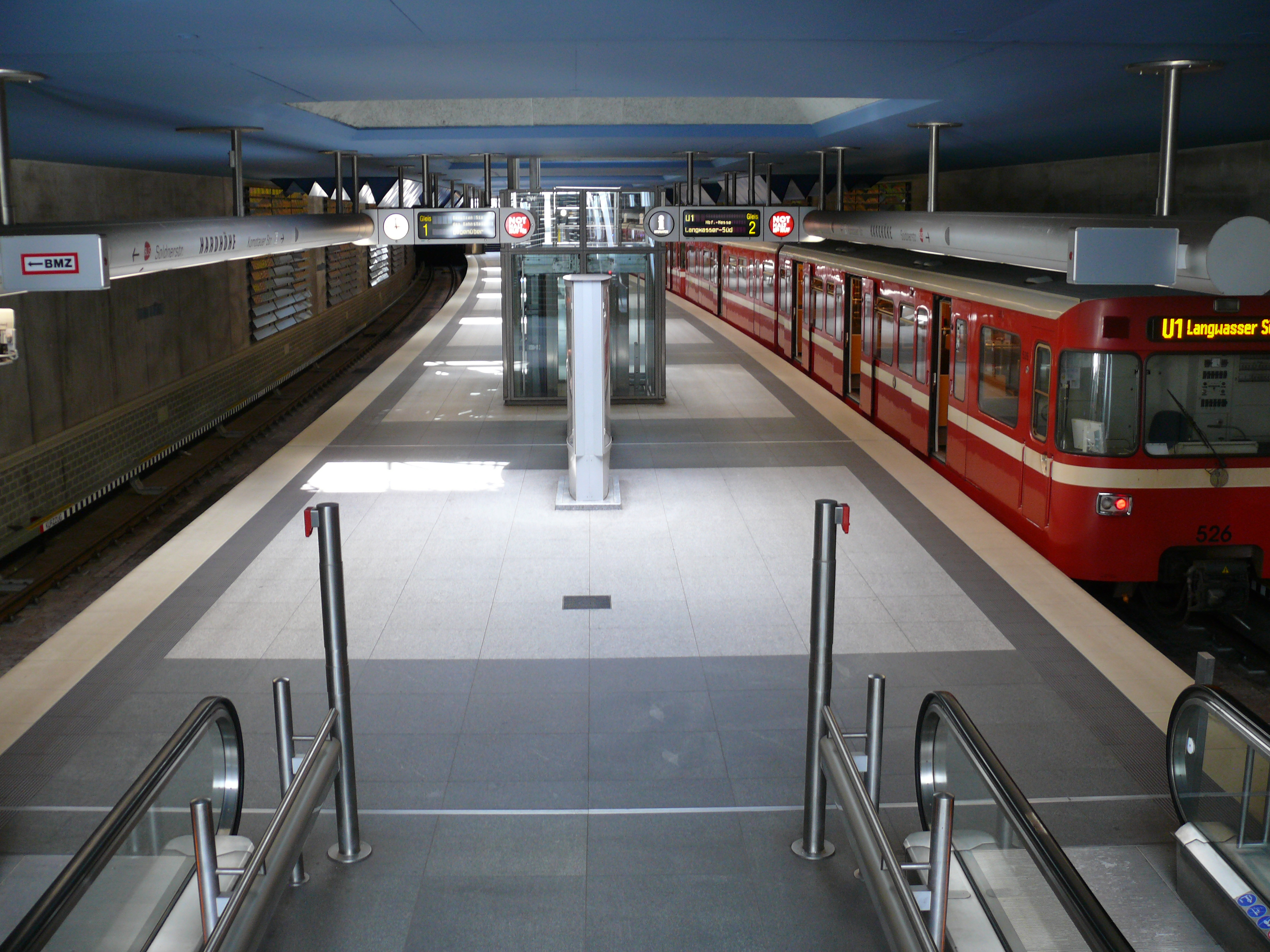
Blick auf die Bahnsteigebene
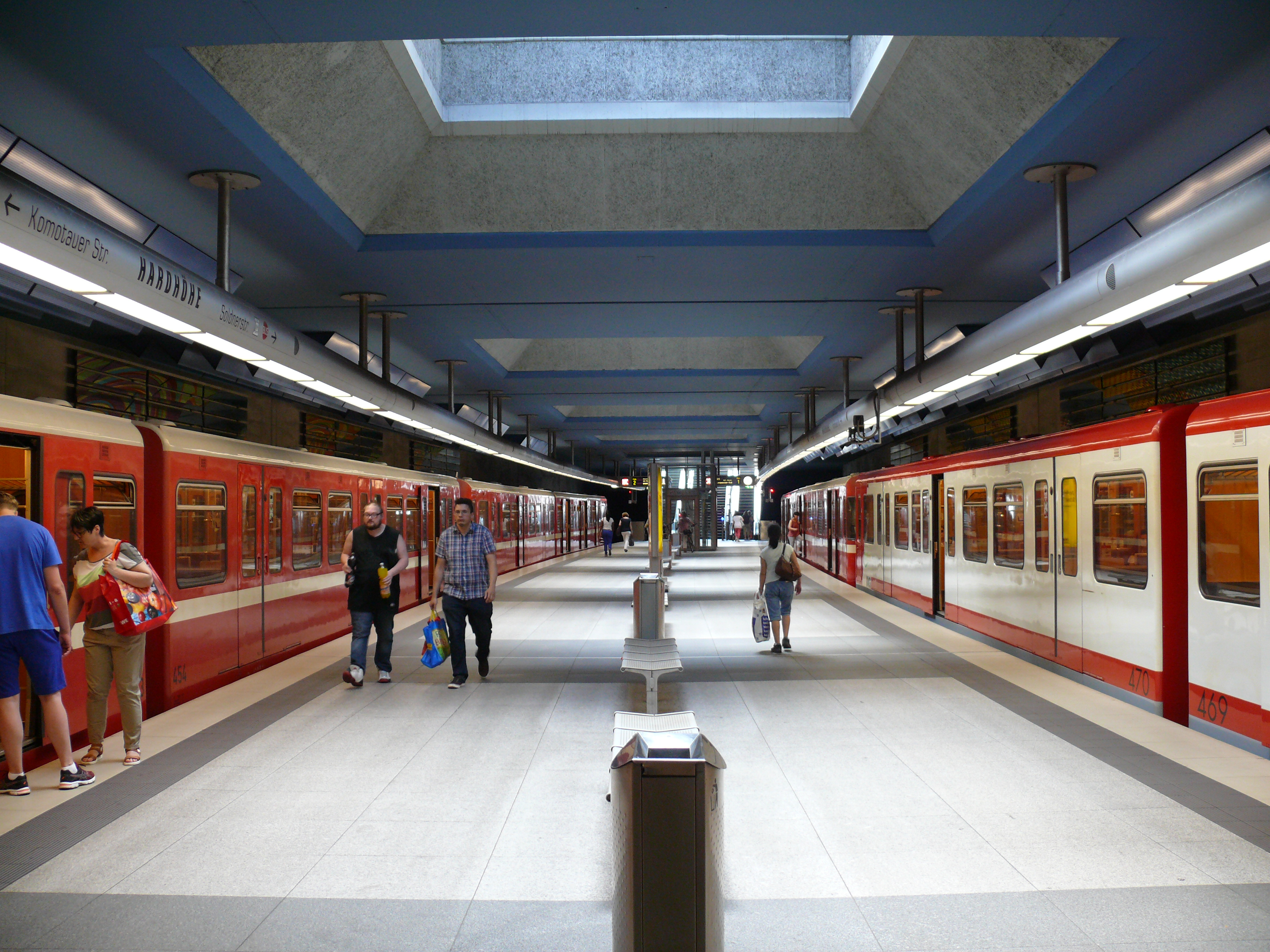
Westlicher Start- und Endpunkt der U1

Der „Industrieflughafen“, von 1950 bis zur Eröffnung des heutigen Flughafen Nürnberg 1955 die „Luftdrehscheibe“ der Region, befand sich in unmittelbarer Nähe der heutigen U-Bahn Station, worauf eine kleine Plakette verweist.

## Linien
| Linie | Verlauf | Takt                                                                   |
| ----- | --- | ---------------------------------------------------------------------- |
| U1    | Langwasser Süd – Gemeinschaftshaus – Langwasser Mitte – Scharfreiterring – Langwasser Nord – Messe – Bauernfeindstraße – Hasenbuck – Frankenstraße – Maffeiplatz – Aufseßplatz – Hauptbahnhof – Lorenzkirche – Weißer Turm – Plärrer – Gostenhof – Bärenschanze – Maximilianstraße – Eberhardshof – Muggenhof – Stadtgrenze – Jakobinenstraße – Fürth Hauptbahnhof – Rathaus – Stadthalle – Klinikum – Hardhöhe Stand: Fahrplanwechsel Dezember 2023 | 5–7 min (montags–freitags) 6–7 min (samstags) 10 min (sonn-/feiertags) |

Der Bahnhof wird von der Linie U1 bedient. An der Oberfläche befindet sich eine Haltestelle der Stadtbuslinie 171 und 176 sowie der Nachtbuslinie N9.